# La Longue Marche des cornichons
La Longue Marche des cornichons (titre original : The Marching Morons) est une nouvelle humoristique et sarcastique de Cyril M. Kornbluth.
La nouvelle met en scène, sur la Terre dans un futur indéterminé, un homme du XXe siècle placé en biostase. Ranimé, John Barlow découvre un monde bizarre : si les villes sont bien tenues, si le gouvernement fait son travail, si les fusées permettent des déplacements faciles, l'espèce humaine est en revanche devenue « globalement bête ». Les hommes intelligents et travailleurs sont en nombre réduit et doivent diriger et superviser les activités des milliards d'êtres humains qui sont idiots comme des cornichons, abrutis par le manque d'éducation et une télévision abêtissante…

## Publications

### Publications aux États-Unis
La nouvelle a été initialement publiée aux États-Unis en avril 1951 sous le titre The Marching Morons (traduction littérale : « Les idiots en marche ») dans Galaxy Science Fiction.
Par la suite, elle a été rééditée à de nombreuses reprises dans des recueils de l’auteur ou des anthologies de science-fiction.

### Publications en France
La nouvelle est parue dans le recueil Histoires de rebelles en 1984, avec une traduction de Dominique Haas sous le titre La Longue Marche des cornichons. 
Elle a reçu le titre Crétins en marche avec une traduction de Robert Louit dans le recueil À chacun son enfer / Crétins en marche publié chez Denoël en 1984, collection Étoile double no 1  (ISBN 2-207-34001-5).

### Publications dans d'autres pays
La nouvelle a été publiée dans les pays suivants :
- en Allemagne sous le titre Der Marsch der Idioten (1969[2], nouvelle publication 1979[3]) ;
- en Italie sous le titre Gli idioti in marcia (1971)[4] ;
- aux Pays-Bas sous le titre De Zwakzinnigen Trekken Voorbij (1978)[5].

## Principaux personnages
- Efim Hawkins : il est potier ; il réanime Barlow, le héros.
- John Barlow : homme venu du passé (1988) et victime d'un choc électrique chez son dentiste, il a été placé en biostase involontaire.
- Tinny-Peete : psychiatre, membre de l’Élite mondiale.
- Ryan-Ngana : membre de l’Élite mondiale.

## Résumé
La Terre, dans un futur indéterminé. En fouillant le sol à la recherche de minéraux pour son activité, un potier découvre qu'un homme du XXe siècle a été placé en biostase. Il parvient à le ranimer en lui injectant quelques centilitres de sérum physiologique. Cet homme du XXe siècle, John Barlow, découvre alors un monde bizarre : apparemment, les villes sont bien tenues, le gouvernement fait son travail, les fusées permettent des déplacements faciles, etc. 
Mais il finit par découvrir l'étonnante et triste réalité : l'espèce humaine est devenue « globalement bête ». Les hommes intelligents et travailleurs sont en nombre réduit, seulement trois millions pour la planète entière, et doivent diriger et superviser les activités des milliards d'êtres humains qui sont idiots comme des cornichons, abrutis par le manque d'éducation et une télévision abêtissante. Barlow découvre que les « humains à intelligence normale » sont devenus, en quelque sorte, les esclaves de la majorité. Barlow propose un marché à des représentants de l'Élite mondiale : s'il parvenait à éliminer sans cruauté, sans massacre, et avec dignité, tous ces citoyens idiots, aurait-il droit à un traitement de faveur ? La réponse est oui. 
Barlow, avec l'aide de la complicité des « humains à intelligence normale », se fait décerner le titre de Dictateur des États-Unis. Il fait alors diffuser dans les médias l'idée que la colonisation spatiale de Vénus est une entreprise extraordinaire. Il déclenche en cela la volonté, chez des millions d'Américains, de quitter les États-Unis et d'aller vivre sur Vénus. Des fusées spatiales sont alors construites ; des milliers, des millions d'êtres humains quittent la Terre pour coloniser Vénus. Les Mexicains, les Russes, les Chinois, les Français, les Allemands, etc., s'y mettent aussi. L'exode massif a lieu et concerne des milliards de gens. En quelques années, par un phénomène grégaire, tous ces « cornichons » prennent le chemin de l'espace, ne laissant sur Terre que les « humains à intelligence normale ». 
Hélas pour lui, Barlow apprend avec surprise que ses « amis » n'entendent pas en rester là : il est menotté et placé contre son gré dans une fusée spatiale, direction Vénus !

La nouvelle se conclut de la manière suivante : 
« Écrasé et tordu par l'accélération, Barlow réalisait qu'il y avait des choses qui n'avaient pas changé, qu'on n'inviterait jamais le bourreau à sa table quel que fût le prix qu'on le payait pour faire le sale boulot, que la vérité finit toujours par se savoir et que le crime ne paie que temporairement. La dernière chose qu'il devait apprendre, c'est que la mort est la fin de la douleur »
.

## Incipit et préface
La nouvelle est précédée d'un citation de Jules Vallès, tirée de L'Insurgé : « Ceux qui croient que les chefs mènent les insurrections sont de grands innocents ».
Dans l'édition de la nouvelle publiée dans Histoires de rebelles, le préfacier indique : « (…) Kornbluth, comme Leiber, pense que toute révolte tend au pouvoir et qu'une telle entreprise est vouée à échouer en réussissant, par un effet de passage à la limite. Même si le leader n'est que le plus habile. Même s'il croit que son contrat de leadership a d'autres fins que l'ambition. Il vient toujours un moment où le stratège est porté par sa propre stratégie, où la fonction crée l'organe. Et un moment où l'on a pressé l'orange… ».